# 小林信也
小林 信也（こばやし のぶや、1956年生まれ）は、新潟県長岡市出身の作家、スポーツライター、コメンテーター。

## 概要
新潟県立長岡高等学校を経て、慶應義塾大学法学部法律学科を卒業する。
高校時代は、野球部で投手。昭和49年、春季新潟県大会優勝。高３夏は事前の展望で優勝候補筆頭に挙げられるが残念ながら早々に敗退。大学でも野球部を志望するが入学前の練習で挫折し、ミュージシャンを目指すも才能のなさを悟り、2年春にフリスビーと出会う。1976年、名古屋で開かれた全国大会に出場し各種目で優勝を争う。秋に日米フリスビーチャンピオンシップの日本代表に選ばれ出会ったアメリカのプレーヤーを頼って翌春、渡米。人生観が一変するカルチャーショックを受ける。この旅で、北米人以外では初の「ワールドクラス・フリスビー・マスター」の認定資格を取得。「フリスビー24時間マラソン」のギネス世界記録樹立のメンバーの一員にもなる。帰国後マガジンハウスの「ポパイ」でフリスビーに関するコラムを執筆するとともに、ポパイ編集部のスポーツページを担当。スポーツライターとしての活動を始める。1977年夏には、アメリカ・カリフォルニア州のローズボウル競技場で開催された世界フリスビー選手権に初の日本代表として参加。ディスクゴルフ日本選手権優勝などのほか、1995年賞金総額300万円で開催された国際大会ジャパン・オープンのマスター部門（35歳以上）でも日本人初の優勝を飾る。1994年には「世界ディスクゴルフ名誉の殿堂」表彰を受け、日本人で初めて殿堂入りしている。
慶應義塾大を卒業後、筑波大学体育研究室で研究生となった後、文藝春秋社で「Sports Graphic Number」の編集部を経て1984年にスポーツライターとして独立する。株式会社ヒーロー工房を設立し、国際的トレーナー白石宏のプロデュースを中心にスポーツ選手のサポートや新たなスポーツの開発・普及に携わる。白石宏のエージェント（プロデューサー）として、白石トレーナーが国内外で数々の成果を収める陰の力となった。白石は1985年米スーパーボウルの際シカゴ・ベアーズのQBジム・マクマーンのケガを治療し優勝に貢献。1988年ソウル五輪では鈴木大地選手（水泳）、斉藤仁選手（柔道）をサポートし金メダル獲得の一翼を担った。92年バルセロナ五輪では銀メダルを獲得した有森裕子選手（女子マラソン）、ほかに伊達公子選手（テニス）、松岡修造選手（テニス）、X（エックス）のYOSHIKIのツアーサポートなども担当した。小林信也はソウル五輪やXのツアーなど多くの場面に同行し、白石をインスパイアし続けた。
1995年に野球漫画「クラッシュ!正宗」の原作を手がけて以来、作家として小説を上梓するほか、武蔵野スポーツ新聞編集長、東京武蔵野シニア監督などを歴任。テレビ、ラジオのコメンテーターとしても活躍。2018年、スポーツ界に起こった一連のパワハラ騒動などの不祥事頻発の際、フジテレビ『バイキング』、テレビ朝日『羽鳥慎一モーニングショー』をはじめとするテレビ番組にコメンテーターとして出演し、数多くの番組から依頼を受けるようになる。2018年はコメント出演を含め年間300回以上出演。以後の４年間で計1000回の出演を数えた。2021年に延期された東京2020（オリンピック・パラリンピック）開催に向けては、多くの国民が反対し、大半のメディアが中止を強く訴える中、「コロナ禍でどうすればできるのか、できないのか、まずはしっかりと検証し議論すべきだ」と、組織委員会や関係者への取材を重ね、実施を前提とする立場で発信を続けた。ただし、東京五輪招致には一貫して反対していたスポーツライターであり、「五輪実施強硬派」という形容は正確でない。
テレビ、雑誌等では、主にスポーツ分野の発信を重ねているが、文筆活動においては、エックス（現X-Japan)のYOSHIKIを描いてベストセラーとなった『蒼い血の微笑』、週刊文春のグラビアでも取り上げられ話題を呼んだ『カツラーの秘密』、地元・新潟では根強い信頼を集める花柳界の書『柳都新潟 古町芸妓ものがたり』など、幅広い分野で独自の才能を発揮している。週刊漫画アクションでトップの人気を誇った野球マンガ『クラッシュ!正宗』（田中亜希夫・画）の原作者でもある。ちなみに、27歳で最初のカツラを購入、28歳から利用を続けるカツラーであり、『カツラーの秘密』は自らのカツラ体験の悲喜こもごもを著した作品で、多くの悩める男性たちに勇気と希望を与えたと、愛用者たちからは感謝を受けている。
「阪神甲子園球場」で「夏の全国大会」を開催することに拘る高野連の旧態依然たる姿勢にも疑問を投げかけ、高校野球改革に積極的な提言を重ね続けている。現在は、週刊新潮で『アスリート列伝 覚醒の時』を連載。毎回、各競技のレジェンドたちの”覚醒の時”に光を当て、人気を博している。インターネット・マガジン『ダイヤモンド・オンライン』『デイリー新潮』『リアル・スポーツ』などで随時発信する時事コラムは時に300万アクセス、しばしば100万アクセスを超える。2022年6月より、YouTube で「小林信也チャンネル」をスタート。実は実父が広島で原爆に被爆しているため、自ら「被爆二世」である。そのこともあり、YouTubeでは初めて真正面から平和への提言を語るなど、新たな分野での発信を始めている。
《主な著書》
- 『フリスビーがうまくなる本：基本から認定試験までのコツ』文潮出版〈アップブックスシリーズ〉、1979年
- 『伊藤史朗の幻：消えた天才ライダー』CBSソニー出版、1985年
- 『ヒーロー工房：スポーツ・コラム23』河出書房新社、1987年
- 『アイアンマン遥かなる夢 Team Tarzan report』マガジンハウス、1989年
- 『招待状のない夢：トレーナー白石ひろしの冒険』双葉社、1989年
- 『長島茂雄 夢をかなえたホームラン』（峰岸達さし絵）ブロンズ新社、1992年
- 『蒼い血の微笑 : Yoshiki super non-fiction amethyst』ソニー・マガジンズ、1993年
- 『スポーツ100万倍ヒーローたちの(秘)戦略』日本放送出版協会、1994年
- 『Xの爪痕 6人目のXを探して』ソニー・マガジンズ、1996年
- 『ワインレッドの彷徨：サントリー・ラグビー二十年の真実』双葉社、1998年
- 『カツラーの秘密』草思社、2000年。のち新潮文庫、2008年。
- 『監督刑事』東京書籍、2000年
- 『長嶋はバカじゃない』草思社、2000年
- 『大リーグは本当にすごいのか？ 日本野球の底力』草思社、2002年
- 『カツラー探偵が行く：よいカツラ・悪いカツラ調査レポート』洋泉社、2002年
- 『恋するカツラ』青春出版社、2003年
- 『スポーツジャーナリストで成功する法』草思社、2004年
- 『古伝空手の発想 身体で感じ、「身体脳」で生きる』宇城憲治監修、光文社〈光文社新書〉、2005年
- 『誰でもたちまち130キロが打てる武術打法』宇城憲治監修、草思社、2005年
- 『人間ジャイアント馬場：リーダーの条件』インターワーク出版、2005年
- 『宇城憲治師に学ぶ心技体の鍛え方』宇城憲治監修、草思社、2006年。のち草思社文庫、2011年。
- 『データで読む：常識をくつがえす野球』草思社、2006年
- 『カツラー危機一髪 そのとき『カツラ』が動いた 』廣済堂出版、2006年
- 『高校野球が危ない！』草思社、2007年
- 『あの夏、西の風が吹いた 銚子西高野球部の青春物語』ベースボール・マガジン社、2008年
- 『子どもにスポーツをさせるな 』中央公論新社〈中公新書ラクレ〉、2009年
- 『カツラーの妻(おんな)たち』ワニブックス〈plus新書〉、2009年
- 『カツラーは今日も闘っているのだ！ 「薄毛」がイヤでかぶった男の哀しくも愉快な日々』ダイヤモンド社、2010年
- 『「野球」の真髄　なぜこのゲームに魅せられるのか』集英社〈集英社新書〉、2016年
- 『生きて還る　完全試合投手となった特攻帰還兵 武智文雄』集英社インターナショナル、2017年
- 『柳都新潟 古町芸妓ものがたり』ダイヤモンド社、2018年
- 『大谷翔平「二刀流」の軌跡』マガジンランド、2020年　改題『少年大谷翔平「二刀流」物語』笑がお書房、2023年
- 『古町芸妓あおいの歩く道』新潟日報社、2021年
- 『長嶋茂雄 永遠伝説』さくら舎、2021年
- 『天才アスリート 覚醒の瞬間』さくら舎、2021年
- 『能生仕込み相撲道　海洋高校育ち力士のいま』新潟日報メディアネット、2022年

### 共著・編著
- 『長島茂雄語録』編 シンコー・ミュージック、1983年
- 『自分で、自分に火をつけろ 長島茂雄語録』小林信也編、サンリオ〈サンリオ文庫〉、1984年。のち河出書房新社〈河出文庫〉。
- 永友正啓との共著『ザ・ロード・ウォリアーズ―2001年の原子爆弾』講談社・スコラ、1985年
- 松田尚正『0.16ミリの奇跡』原作、講談社〈ミスターマガジンKC シリーズ実録日本が狭すぎた男達〉、1996年
- 『宙舞』全3巻 秋重学画 小学館〈ビッグコミックス〉、1999年
- 伊東明との共著『サイコ・タフネス 不安をパワーに変える心理術』ティビーエス・ブリタニカ、2000年
- 『伝説の長嶋茂雄語。』小林信也編、小学館、2000年
- 田村知則との共著『眼が人を変える』草思社、2001年
- あぶさん研究会共著『「あぶさん」に学ぶ！』ベースボール・マガジン社、2003年
- 『長嶋茂雄からのメッセージ 元気と笑顔を、あなたへ』編、東邦出版、2005年
- 玉木正之と共著『真夏の甲子園はいらない』岩波ブックレット、2023年

### 訳書
- チャールズ・ヒックス『ウエイト・トレーニング カッコよく変身する』ベンチプレス ニュー・スポーツ・トレーニング、1987年
- 『デイブ・スコットのトライアスロン』ベンチプレス ニュー・スポーツ・トレーニング、1987年
- ジム・レーヤー『メンタル・タフネス 精神力強化 勝つためのスポーツ科学』ティビーエス・ブリタニカ、1987年
- ジム・レーヤー、ジェフリー・ミグドゥ『実戦メンタル・タフネス 心身調和の深呼吸法』ティビーエス・ブリタニカ、1988年
- ロジャー・カーン『ひと夏の冒険』東京書籍〈シリーズ・ザ・スポーツノンフィクション〉、1988年
- エドワード・ボリセヴィチ『勝つための自転車レース・テクニック』皆木伸彦共訳、並木書房〈ニュー・スポーツ・トレーニング〉、1994年
- カール・ルイス、ジェフリー・マークス『永遠への212日 ビクトリー・ラップをもう一度』自由国民社、1997年

### 漫画原作
- 『クラッシュ!正宗』作画:たなか亜希夫 双葉社〈漫画アクション〉、1995～1997年

## 雑誌・新聞連載
- 週刊新潮『アスリート列伝 覚醒の時』連載中
- 新電気（オーム社）連載中
- 長岡新聞社『スポーツいまむかし』連載中
- 新潟日報社『能生仕込み相撲道　海洋高育ち力士のいま』

## 出演番組
- ひるおび（TBSテレビ）
- ゴゴスマ」（CBC）
- 羽鳥慎一モーニングショー（テレビ朝日）
- 情報7daysニュースキャスター（TBSテレビ）
- 大下容子ワイドスクランブル（テレビ朝日）
- グッドモーニング（テレビ朝日）
- バイキング、バイキングmore（フジテレビ）
- めざまし８（フジテレビ）
- Nスタ（TBSテレビ）
- たけしのテレビタックル(テレビ朝日)
- 情報ライブ ミヤネ屋(日本テレビ）
- 週刊ニュースリーダー（テレビ朝日）
- アベマプライム（Abema TV）
- ライブニュース it（フジテレビ）
- 朝生ワイド す・またん（讀賣テレビ） 主な出演ラジオ
- ラジオ深夜便（NHKラジオ第1放送、偶数月第4日曜夜）出演中
- 近藤丈靖の独占!ごきげんアワー（BSNラジオ、月曜）
- ブルーオーシャン（東京FM）
- ONE MORNING（東京FM）
- Jam the World（J-wave）

- ピュア・エナジー（Jwave）
- フォークトレイン→ミュージックトレイン（文化放送）
- 中西一清スタミナラジオ（RKBラジオ）
- 若狭敬一のドラゴンズワールド ウィークエンドスペシャル（CBCラジオ）
- 土曜ニュースプラザ（TBSラジオ）
- 中村尚登 ニュースプラザ（TBSラジオ）
- きょうも元気でわくわくラジオ（NHKラジオ第1）
- 小島慶子 キラ☆キラ月曜（TBSラジオ、2009年4月～2010年3月）
- 土曜ワイド 広瀬隆のラジオでいこう!（CBCラジオ）
- ラジオビタミン（NHKラジオ第1）
- むさしのmeets スポーツ（むさしのFM）
- 文化放送　サキドリ ニュースワイド